# Redt U Zelven
Redt U Zelven (RUZ) was een Belgische coöperatieve vereniging van landbouwers.
Deze landbouwersvereniging werd in 1918 opgericht in Aalst als reactie op de gebeurtenissen in de landbouwsector tijdens de Eerste Wereldoorlog. De vereniging had tot doel de belangen van de landbouwers en  arbeiders in de sector te verdedigen. De stichter Ortaire Caudron (1888-1983) afkomstig uit de Aalsterse deelgemeente Moorsel werd nooit voorzitter maar had wel en halve eeuw de dagelijks leiding in handen. De (bestuurs)leden kwamen uit de dorpen die gelegen waren rondom Aalst. RUZ was een politiek neutrale, christelijke en Vlaamse beweging.
De coöperatie bundelde de krachten voor de aan- en verkoop van landbouwproducten waarvan de centrale gevestigd was in Aalst. Bovendien was er een juridische dienst, een brandverzekering, een gemengde jeugdwerking en een spaarkas. Begin de jaren 30 telde de vereniging 12.000 leden die verspreid waren in de streek van Aalst, Oudenaarde en het Pajottenland. De Koornbloem was het orgaan van de vereniging van 1918 tot 1968, waarvan de stichter Ortaire Caudron de hoofdredacteur was. Het gelijknamig en voormalig lokaal De Koornbloem bleef tot 2010 gevestigd nabij de Grote Markt van Aalst.
Na de Tweede Wereldoorlog hield RUZ zich nog enkel bezig met commerciële activiteiten en nam het ledental sterk af. Begin jaren 60 was tevens de periode van de opgang van het eveneens neutrale maar militanter Algemeen Boerensyndicaat (ABS).  Albert Persoon (1918-2005) - die van 1945 tot 1962 in dienst was van RUZ - werd de volgende 20 jaar de eerste secretaris van het ABS. Diens secretariaat was aanvankelijk gevestigd in zijn woning, die hij huurde van zijn vroegere werkgever Ortaire Caudron.  De voormalige onderwijzer Persoon was afkomstig uit Stekene, net als de eerste voorzitter van ABS Baziel Ferket.
Begin jaren 70 hield Redt U Zelven op te bestaan. De voormalige maalderij (1925) die was gevestigd aan de Zeebergkaai en in de toentertijd populaire art-deco-stijl gebouwd, kon gedeeltelijk worden gerestaureerd. Het voormalige bedrijfsgebouw werd onderverdeeld in lofts.